# Красуня і чудовисько (фільм, 1946)
«Красуня і чудовисько» (фр. La belle et la bête) — французький кінофільм режисера Жана Кокто, знятий у 1946 році на основі відомої середньовічної казки у редакції французької письменниці XVIII століття Лепренс де Бомон.

## Сюжет
Заможний купець-судновласник, що живе з сином Людовіком і трьома доньками — Аделаїдою і Фелісією і Белль (Джозетт Дей) втратив усі кораблі з товарами і став банкрутом. Друг Людовіка Авенан (Жан Маре) закоханий у Белль, просить її руки, але та відповідає відмовою, аргументуючи тим, що повинна стежити за своїм батьком, сестрами і братом Людовіком (Мішель Оклер), який наробив купу боргів. Приходить звістка, що повернувся з товарами один з кораблів купця. Але коли той ввійшов у порт, все вже було розібрано кредиторами. Коли батько вирушав до корабля, сестри попросили батька привезти їм різних дорогих подарунків, і лише Белль попрохала троянду. Купцеві довелося наодинці повертатися додому вночі через ліс. Там він заблукав і потрапив до чарівного замку, де чиїсь руки наливали йому вино, запалювали свічки. Уранці він прокинувся, вийшов у сад, щоб іти додому, і побачив прекрасну троянду, яку і зірвав для Белль. Як тільки він це зробив, з'явилося Чудовисько. Жити купцеві, за словами чудиська залишилося кілька хвилин, якщо одна з дочок не наважиться замінити батька і піти на смерть. Коли красуня Белль приходить у замок, вона бачить, що Чудовисько не так жорстоке, як здавалося, і є втіленням добра і великодушності.
Белль повертається додому в розкішному наряді, а сестри через заздрощі умовляють хлопців пограбувати Чудовисько. Авенан, виконуючи цю затію, платить за неї своїм життям, а Чудовисько своєю шкурою, бо закоханий погляд Белль, що прибігла до нього,  перетворює його на прекрасного Принца.

## В ролях
| Актор         | Роль                      |
| ------------- | ------------------------- |
| Жан Маре      | Авенан, Чудовисько, Принц |
| Жозетт Дей    | Бель                      |
| Міла Парелі   | Феліція                   |
| Нана Жермон   | Аделаїда                  |
| Мішель Оклер  | Людовик                   |
| Рауль Марко   | торговець                 |
| Марсель Андре | батько Бель               |

## Реакція
У зв'язку з фільмом критики докоряли Жану Кокто за привнесення до чужої історії його особистої міфології, на що він відповідав так:
«Я адаптував цей сюжет, оскільки він був співзвучний моїй власній міфології. Але найзабавніше полягає в тому, що усі предмети і дії, що приписуються мені, містяться в тексті мадам Лепренс де Бомон, написаному в Англії, де історії чудовиськ, що ховаються у фамільних замках, незліченні. Втім, мене спокушало і штовхало до ІРРЕАЛЬНОГО РЕАЛІЗМУ… саме те правдиве, що було в тексті».

## Цікаві факти
- Прем'єра фільму відбулася у вересні 1946 року на Каннському кінофестивалі.
- Костюми для фільму були пошиті паризьким «Домом Пакен» (фр. La mason Paquin). У створенні стрічки також брав участь П'єр Карден як чоловічий костюмер[2].
- 2010 року журнал Empire заніс фільм до списку «100 найкращих фільмів світового кіно», знятих (26-та позиція)[3].
- Авторський рукопис сценарію фільму «Красуня і Чудовисько» Жана Кокто був проданий з аукціону «Сотбі» в Парижі за €120 тисяч[4].

## Адаптації
У 1995 році композитор Філіп Ґласс створив оперу до фільму, яка повністю синхронізована зі сценами його сюжету. Малося на увазі, що музиканти і співаки могли б представляти оперу на сцені, тоді як наново відреставрований фільм йтиме на екрані позаду, забезпечений субтитрами. На презентації опери партію Белль виконувала меццо-сопрано Дженіс Фелті  і партію Чудовиська-Принца Грегорі Пурнхаген. 

## Нагороди і номінації
- 1946 — Номінація на Гран-прі Каннського кінофестивалю.
- 1946 — Приз імені Луї Деллюка (Жан Кокто).
- 1948 — Премія «Бембі» за найкращу чоловічу роль (2-е місце) Жан Маре.